# Vladimir Screciu
Vladimir Screciu (n. 13 ianuarie 2000, Corabia, Olt, România) este un fotbalist român, care joacă pe post de mijlocaș la CSU Craiova în SuperLiga României. Pe plan internațional, are prezențe la națională pentru România Sub-17, România Sub-19, România Sub-21 și România.

## Cariera de fotbalist

### La echipe de club
Născut la Corabia, județul Olt, Screciu și-a început cariera la CSȘ Corabia în 2010. În anul următor s-a alăturat formației de tineret a FC Universitatea Craiova, iar în 2013 s-a mutat la CS Universitatea Craiova. Pe 2 octombrie 2016, Screciu, în vârstă de 16 ani, a debutat în Liga I în mandatul antrenorului principal Gheorghe Mulțescu, intrând în minutul 82 al unei înfrângeri cu 1–2 în deplasare cu FC Steaua București.
În aprilie 2017, ziarul portughez O Jogo a raportat că Benfica Lisabona și-a arătat interesul să îl achiziționeze. A fost pe banca de rezerve în finala Cupei României 2018 din 27 mai, meci câștigat de Universitatea cu 2–0 în fața echipei Hermannstadt. În prima sa perioadă la club, Screciu a strâns 44 de apariții în toate competițiile.
Pe 19 iunie 2018, echipa belgiană KRC Genk a anunțat achiziționarea lui Screciu pe un contract de trei ani cu opțiune pentru încă un an. Conform unor surse, suma de transfer s-a ridicat la două milioane de euro plus bonusuri.
După mai multe accidentări suferite în timpul perioadei sale în Belgia, și un împrumut la Lommel SK, Screciu s-a întors la Universitatea Craiova în 2021.

## La echipele naționale
Screciu a făcut parte din lotul României în calificările pentru Campionatul European Under-17 și apoi în calificările pentru Campionatul European Under-19.
A jucat primul său meci la echipa națională Sub-21 la 6 octombrie 2017, împotriva Elveției, în timpul calificărilor pentru Campionatul European U21 din 2019 (victorie 2-0).
Vladimir Screciu debutează la echipa de seniori a României la 19 iunie 2023, împotriva Elveției, în timpul calificărilor la Campionatul European din 2024 (remiză 2-2). A jucat titular înainte de a fi înlocuit în minutul 84  de Alexandru Cicâldău.

## Palmares
România CS Universitatea Craiova
- Câștigător al Cupei României în 2018 și 2021
- Finalist al Supercupei României în 2018

 Belgia KRC Genk
- Campion al Belgiei în 2019